# Tonga (Sudan)
Tonga és una població de l'antic estat del Nil Superior o Alt Nil, en territori de l'ètnia shilluk, al Sudan del Sud. A la població hi ha una missió catòlica.
El 2004 les forces de Lam Akol a l'àrea de Malakal, ciutats de Fashoda i Tonga, es van enfrontar a les milícies shilluk de la zona dirigides per Awad Jago.